# Edith Grabo
Edith Grabo es una deportista de la RDA que compitió en piragüismo en la modalidad de eslalon. Ganó dos medallas en el Campeonato Mundial de Piragüismo en Eslalon, oro en 1965 y bronce en 1967.

## Palmarés internacional
| Campeonato Mundial | Campeonato Mundial                 | Campeonato Mundial | Campeonato Mundial   |
| Año                | Lugar                              | Medalla            | Competición          |
| ------------------ | ---------------------------------- | ------------------ | -------------------- |
| 1965               | Spittal (Austria)                  | Medalla de oro     | C2 mixto por equipos |
| 1967               | Lipno nad Vltavou (Checoslovaquia) | Medalla de bronce  | C2 mixto             |